# Robert Ultzmann
 (janvier 2022).
Si vous disposez d'ouvrages ou d'articles de référence ou si vous connaissez des sites web de qualité traitant du thème abordé ici, merci de compléter l'article en donnant les références utiles à sa vérifiabilité et en les liant à la section « Notes et références ».
Robert Ultzmann (30 mars 1842 à Karschau (Košice) – 10 juin 1889 à Vienne) est
un urologue autrichien, spécialiste des troubles de l'urètre.

## Biographie
Son père était commerçant. Il suivit l'école secondaire à Kaschau. En 1861, il se rendit à Vienne et fut nommé professeur à l'université de Vienne. À partir de 1872, il travailla à la policlinique générale de Vienne où il eut pour patient, entre autres, le comte Gyula Andrássy, ministre des Affaires étrangères. Il mourut lors d'un accident opératoire. Il est enterré à Vienne ; on peut voir son buste dans le grand hall de l'université de Vienne.

## Carrière
Ultzmann est l'un des fondateurs de l'urologie moderne, incluant la chimie de l'urine, la physiologie et la pathologie des systèmes rénal et urinaire. Il élabora une méthodologie précise et imagina des instruments de diagnostic et de chirurgie utilisés aujourd'hui encore.

## Écrits
- Ultzmann, Robert & Hoffmann, K.B. : Atlas physiologique et pathologique des calculs urinaires ; Vienne, 1872 ;
- Ultzmann, Robert : Les maladies de la vessie ; Stuttgart, 1890.